# Christl Wiemer
Christl Wiemer (* 10. Dezember 1929 als Christl Matthes in Halle an der Saale; † 10. Dezember 2021 in Freital-Pesterwitz) war eine deutsche Filmregisseurin.

## Leben und Werk
1947 begann Christl Wiemer ein Studium an der Kunstschule Burg Giebichenstein. Unterricht erhielt sie unter anderem bei Walter Funkat. Bereits früh knüpfte sie Kontakte zu späteren Weggefährten wie Klaus Georgi, Katja Georgi, Otto Sacher und Helmut Barkowsky. Während des Studiums lernte sie auch ihren späteren Ehemann Hans-Ulrich Wiemer (1929–2012) kennen, mit dem sie bis zu seinem Tod verheiratet war. Mit den genannten Personen bildete sie nach Abschluss des Studiums die Grafiker-Gemeinschaft »Wir Fünf«. 1954 zog es die Gruppe nach Berlin zum DEFA-Studio für populärwissenschaftliche Filme, wo sie zusammen den Zeichentrickfilm Die Geschichte vom Sparschweinchen realisierten. 1955 ging die Gruppe nach Dresden zum neugegründeten DEFA-Studio für Trickfilme.
Christl Wiemer drehte 1956 mit Petz, der Bär ihren ersten eigenen Film als Regisseurin. 1958 arbeitete sie für Däumelinchens Abenteuer erstmals mit dem Kunstmaler Walter Rehn (1921–2004) zusammen, der über ihre gesamte Schaffenszeit zu ihrem wichtigsten künstlerischen Wegbegleiter wurde. Nach einer Vorlage der Schriftstellerin Sarah Kirsch entstand 1967 mit Die betrunkene Sonne der einzige Film, den Christl Wiemer zusammen mit ihrem Mann verwirklichte. Mehrfach verfilmte Wiemer Stoffe des Schriftstellers Werner Heiduczek, darunter Jana und der kleine Stern (1971), Die Laterne vor der Bambushütte (1972), Vom Hühnchen, das den König heiraten wollte (1974), Der kleine hässliche Vogel (1974) und Der Hahn und sein König (1979). Nach einem Stoff des türkischen Dichters Nâzım Hikmet entstand 1975 Die verliebte Wolke. Eine weitere literarische Adaption, diesmal nach einem Kinderbuch von Alfred Könner und Klaus Ensikat, gelang ihr mit Kieselchen, für den Reinhard Lakomy und Angelika Mann Lieder einsangen.
Nach der Wiedervereinigung und der Abwicklung der DEFA realisierte Christl Wiemer keine weiteren Filme mehr. An einem Kindertheater wirkte sie einige Zeit als Regisseurin.
An ihrem 92. Geburtstag starb Wiemer in ihrem Haus im Freitaler Ortsteil Pesterwitz.

## Filmografie (Auswahl)
- 1956: Petz, der Bär
- 1957: Das Tintenteufelchen
- 1958: Däumelinchens Abenteuer
- 1964: Eine kleine Ehegeschichte
- 1967: Die betrunkene Sonne
- 1968: Die sieben Raben[6]
- 1971: Jana und der kleine Stern
- 1972: Die Laterne vor der Bambushütte
- 1973: Der kleine hässliche Vogel
- 1974: Vom Hühnchen, das den König heiraten wollte
- 1974: Der Sohn des Adlers
- 1975: Die verliebte Wolke
- 1978: Kieselchen
- 1979: Der Hahn und sein König
- 1981: Rapunzel
- 1986: Vogel der Nacht

## Auszeichnungen
- 1961: Internationale Kurzfilmtage Oberhausen – Diplom für Hugo Leichtsinn geht um (Folge 1)
- 1974: Internationales Filmfestival von Gijon – 1. Preis für Kurzmetragefilme für Der kleine hässliche Vogel
- 1977: Kinderfilmfestival Gera – Preis des Kulturministeriums für Der Sohn des Adlers
- 1977: Internationales Filmfestival von Gijon – Preis des Festival-Schirmherren für Die verliebte Wolke
- 1985: Heinrich-Greif-Preis